# El·la Adàievskaia
El·la (Elizaveta) Gueórguievna Adàievskaia, rus: Елла (Елизавета) Георгиевна Адаевская, nascuda Elizaveta/Elisabeth von Schultz (Sant Petersburg, Rússia imperial, 22 de febrer de 1846-Bonn, Alemanya, 26 de juliol de 1926), fou una compositora i pianista russa.
Estudià piano i composició en el Conservatori de la ciutat on va néixer i hi actuà alguns anys com a concertista. Dedicada més tard a l'estudi de la música grega antiga, les seves primeres composicions foren un cor a cappella per a la litúrgia russa, una òpera en un acte, lieder i duettos.
Posteriorment va publicar una Sonata grecque per a piano i clarinet (1882), una òpera russa en quatre actes, L'aurora de la llibertat (1881), peces per a piano i música vocal de cambra.
També va publicar, després d'una llarga residència a Itàlia, una col·lecció de cants populars d'aquell país.